# Joseph Rabstejnek
Joseph Rabstejnek (* 15. Januar 1921 in Saint-Malo; † 6. März 1996 in Avranches) war ein französischer Fußballspieler.

## Karriere
Rabstejnek wurde 1921 als Sohn eines Franzosen tschechischer Herkunft und als älterer Bruder von Guy Rabstejnek (* 1924), der ebenfalls den Beruf des Fußballspielers ergriff, geboren. Der ältere Teil des Geschwisterpaars begann das Fußballspielen in seinem Geburtsort bei der US Saint-Malo und lief anschließend für die US Granville auf; für beide Vereine kam er als Amateurspieler zum Einsatz. Der Sprung in den bezahlten Fußball gelang ihm 1945, als er ein Jahr nach der Befreiung Frankreichs in den Kader des Erstligisten Stade Rennes aufgenommen wurde.
Für Rennes debütierte der Stürmer am 9. September 1945 bei einem 3:3-Remis gegen den FC Sète in der höchsten französischen Spielklasse und erzielte dabei zwei Tore; dem ließ er im Saisonverlauf weitere folgen und stand am Ende mit 18 Treffern auf Rang sieben der Torjägerliste. In der Spielzeit 1946/47 traf er 13 Mal das Tor. 1947 unterschrieb er beim Ligakonkurrenten Stade Français; später arbeitete er in Saint-Brieuc als Trainer im Amateurfußball.